# 西琳達 (加利福尼亞州)
西琳達（英語：West Linda）是位於美國加利福尼亞州尤巴縣的一個非建制地區。該地的面積和人口皆未知。

## 地理
西琳達的座標為39°07′06″N 121°34′44″W / 39.11833°N 121.57889°W，而該地的平均海拔高度為19米（即62英尺）。